# 妙照寺 (佐渡市)
妙照寺（みょうしょうじ）は、新潟県佐渡市市野沢にある日蓮宗の寺院。佐渡流罪の日蓮聖人が住んだ土地で、赦免までの2年間を過ごした場所に寺院を建立した。日蓮宗の本山（霊跡寺院）。山号は妙法華山。

## 歴史
- 1272年（文永9年）4月 - 日蓮、塚原三昧堂から当地に移る。
- 1273年（文永10年）4月 - 日蓮、当地で観心本尊抄を著す。
- 1274年（文永11年）3月 - 日蓮、赦免により鎌倉に帰る。
- 1275年（建治元年） - 当山2世日静、日蓮から寺号を授かる。
- 昭和20年代に日蓮宗から離脱し単立寺院となる。
- 1962年（昭和37年）4月 - 日蓮宗に復帰する。
- 2021年（令和3年）12月6日 - 正午前、茅葺屋根の本堂を含めて四棟が全焼。
現住は57世・鈴木日教貫首（横浜市戸塚区蓮久寺より晋山）。通師雑司ヶ谷法縁。

## 境内
- 本堂 : 1733年（享保18年）
- 客殿
- 宝蔵
- 鐘楼
- 山門

## 旧末寺
日蓮宗は1941年（昭和16年）に本末を解体したため、現在では、旧本山、旧末寺と呼びならわしている。
- 妙浄山常信寺（佐渡市二宮）
- 長光山妙圓寺（佐渡市相川下寺町）

## 交通アクセス
- 新潟交通佐渡 本線「長木」バス停より徒歩約30分

## 参考資料
- 「大日蓮展」図録 東京国立博物館

1. ↑  雑太郡市野沢村